# Deirdre Shannon
Deirdre "Shannon" Gilsenan (County Meath, Irlanda) é uma cantora irlandesa de formação clássica que já fez turnês com diversos grupos de música celta, como Anúna,  Celtic Tenors, Celtic Thunder e Celtic Woman. É mais conhecida pelo nome artístico de Deirdre Shannon.

## Biografia
Nasceu em County Meath na província de Leinster, no sul da Irlanda, de família tradicional e rural, era a filha do meio entre cinco irmãos (Matthew, Fiona, Deirdre, John e Peter). Seus pais eram fazendeiros donos de grandes terras em Kells, ao norte de County Meath. Deirdre cresceu tirando leite de vacas e alimentando bezerros, porém sua iniciação à música veio muito cedo através de seus pais e irmãos mais velhos. Tinha nove anos quando começou a ter aulas de piano, época em que ela e seus irmãos já cantavam em corais de igrejas e em eventos, como casamentos, funerais e concertos locais. 
Durante a infância, Deirdre além de seu talento musical, tinha aptidão para a pintura. Costumava fazer os desenhos dos cenários nas apresentações musicais em sua escola. Sua família finalmente reconheceu os dotes artísticos de Deirdre quando ela, aos 12 anos, venceu um concurso de pintura da emissora de tv RTÈ. Deirdre durante esse programa, apareceu ao lado da hoje consagrada pintora irlandesa Thelma Mansfield.
Deirdre Gilsenan optou pela carreira das artes durante seus estudos na universidade se destacando em Design Têxtil com especialidade em tecelagem. Deirdre adorava cantar desde nova, portanto procurou fazer inúmeros testes para canto em escolas de música. Sendo aprovada ela conciliou as artes e a música em sua futura carreira.
Em 1992 ao entrar no Dublin's College of Music ficou sob a tutela da professora de canto Mary Brennan, onde seu talento foi finalmente aprimorado para uma carreira promissora no mundo da música celta.
Durante seus três anos de estudos, houve diversas atividades musicais que incluíram uma viagem a Moscou com o respeitado coral do DIT Dublin Institute of Technology.
Sua carreira profissional no mundo da música se tem início no ano de 1996 quando ela inesperadamente larga seu trabalho de design de iluminação ao ser convidada para ser solista principal do grupo tradicional Anúna dos famosos irmãos Michael e John McGlynn. Fez inúmeras turnês pela Europa com este seleto grupo de cantores de onde recebeu um enorme destaque pela critica especializada resultando na sua participação em um álbum do grupo chamado ''Behind the Closed Eye'' com a orquestra irlandesa de Ulster.
Um ano depois, Deirdre foi indicada pelo dançarino Michael Flatley para fazer parte do espetáculo de música e dança celta Lord of The Dance como solista principal no papel de Erin the Goddess(A Deusa Erin) de onde iria ficar por quatro longos anos em uma turnê exaustiva pelos EUA,Canadá,México,Argentina,Chile e Brasil realizando mais de 800 shows seguidos. Foi consagrada pelo sucesso deste espetáculo por sua bela voz, fato que ocasionou a famosa mudança de seu segundo nome, Deirdre Gilsenan agora se chamaria Deidre Shannon. Além de lhe render grandes amizades  com pessoas ilustres como Neil Young, Paul McCartney, Shania Twain,Steven Stills,Stevie Nicks,Tom Petty e David Crosby. Este mesmo sucesso iria fazer com que ela voltasse de tempos e tempos como solista convidada nas futuras turnês do grupo, desta vez pela Europa.
A partir de 2002, Deirdre Shannon fez uma nova turnê no EUA com a pianista americana-irlandesa Eily O’Grady e a violinista Geraldine O'Grady em tributo a Frank Patterson,o maior tenor irlandês de todos os tempos falecido em 2000 e marido de Eily.
Houve diversas participações na Europa. No Reino Unido, Deirdre fez parceria com a "lenda dos palcos" Dionne Warwick numa de suas melhores turnês já feita em sua carreira e na Irlanda fez inúmeros shows com a cantora e compositora britânica Julie Feeney vencedora do "Choice Music Prize".
Deirdre já esteve nos maiores palcos do planeta como: The Royal Albert Hall (Londres), a Royal Concertgebouw (Amesterdã), The Point Depot (Dublin), Grand Old Opry (Nashville), Carnegie Hall e Radio City Music Hall (Nova Iorque).
A família de Deirdre recebeu mais um integrante quando sua cunhada Celestine em 3 de Outubro de 2007 deu à luz Grace Alice Gilsenan . Seria a segunda vez que Deirdre teria um sobrinho de seu irmão Matthew , que já tinha um filho chamado Sean nascido em 9 de Novembro de 2003, que curiosamente não viu nascer pois estava em sua primeira turnê na Alemanha com o Celtic Tenors. No primeiro show após o nascimento de Sean, Matthew fez um solo chamado "The Contender" em que no telão da casa de show aparecia a foto de de seu filho fazendo o público alemão se emocionar.
Em 28 de julho de 2008,nasce Rosie Mae Gilsenan, a terceira sobrinha de Deirdre e terceiro filho de Matthew e Celestine.
Em 2008 foi convidada pelo diretor musical e produtor Frank McNamara para fazer parte de um projeto musical chamado "If You're Irish" junto com o tenor Derek Moloney e a violinista Cora Smyth. Reproduziram canções de sucesso como "Galway Bay","Isle of Inisfree","Spanish lady","Danny Boy","I Know my Love" e "You Raise Me Up".Esse projeto resultou no álbum de Frank McNamara oficial desse projeto onde Deirdre tem participação em algumas faixas.
Em 8 de Novembro de 2008, Deirdre foi um dos convidados especiais no show comemorativo de 10 anos do grupo Rágus no "The Royal Theatre" em County Mayo, Irlanda. Além de Deirdre, este show teve convidados ilustres como Eimear Quinn, Mark Roberts, Seamus Brett e Aoibhinn Ní Shuilleabháin. Deirdre trabalhou com o grupo em alguns outros shows pela Europa.
Para Deirdre, o melhor show de toda sua carreira foi no "National Concert Hall" na Irlanda, no natal de 2006. Onde se emocionou ao ver mais de 2.500 pessoas darem as mãos em sincronia durante as duas ultimas canções. De acordo com Deirdre,deu para sentir a energia saindo das pessoas,uma visão linda de se ver.
Atualmente  Deirdre Shannon faz parte do grupo de dança e música celta Women in Ireland e esteve recentemente no Japão para uma série de shows marcados para março e julho de 2013.

## Aparições na TV
Constantes shows e aparições de Deirdre foram vistos na Tv em toda sua carreira. Em 2003, ela gravou para o canal irlandês RTÈ a trilha-sonora para uma série de documentários históricos chamado "The Island", posteriormente essa mesma trilha foi lançada como um álbum.
Em grandes eventos anuais da BBC conhecidos como "BBC Music Live", Deirdre já se apresentou com grandes nomes como Moya Brennan,Brian Kennedy,Jamie Cullem e Bob Geldof. Dentre suas aparições em programas diários estão grandes destaques de vários países. Da tv americana está sua memorável participação no "CBS Morning News" da CBS e no "Fox Morning TV" da Fox. No Reino Unido o destaque foi no "The Jools Holland Show" e no "The Proms" BBC . e na tv irlandesa os consagrados "The Late Late Show" , "Kelly Live" e "Open House" da (RTÉ).

## Celtic Woman
Na turnê americana de 2005 do grupo irlandês Celtic Woman, Deirdre foi convidada a ocupar o lugar da soprano Méav Ní Mhaolchatha que por sua gravidez avançada não tinha condições de continuar com a série de shows diários que seu grupo passou a fazer pelos EUA. Deirdre oficialmente ficou com o grupo de abril de 2005 até fevereiro de 2006 quando houve o retorno de Méav.
Há uma pequena participação de Deirdre no Dvd "The Greatest Journey - Essential Collection" sendo citada e entrevistada no video de backstage "Behind the Scenes" um documentário sobre a história do grupo. Oficialmente ela recebeu pela EMI Manhattan o disco de ouro e platina por Celtic Woman ficar 45 semanas seguidas no World Music Charts da Billboard.
Existe grandes especulações quanto há uma suposta desavença entre Deirdre Shannon e o produtor executivo Dave Kavanagh durante os meses de Deirdre no grupo, alguns afirmam que Kavanagh expulsou Deirdre após uma discussão contratual. Outros dizem que Deirdre não aceitou ordens de Kavanagh que costuma se impor defronte a vários artistas como Clannad e The Chieftains. A verdade do caso é que Deirdre Shannon é normalmente censurada quando lembram sua época de Celtic Woman, é comum os fans observarem videos e fotos sendo apagados e retirados de diversas mídias diariamente.

## Celtic Tenors
A parceria mais importante de Deirdre Shannon está em sua passagem ao lado do popular grupo celta "The Celtic Tenors" a partir do ano de 2005. Deirdre se apresentou como solista convidada na turnê do grupo, praticamente em todos os continentes. Apresentou em especial canções do álbum "Remember Me" resultando em uma turnê oficial em 2006 de duas semanas nos EUA e Canadá onde aproveitou para dar inícios a seus futuros trabalhos solo.
Participou de um especial televisivo feito primeiramente na Alemanha chamado "Ein Grosser Irischer Abend" em pleno horário nobre do qual apareceu nas principais emissoras alemãs e sendo exibido também no horário nobre da Irlanda. Um critico na epóca descreveu Deirdre da seguinte maneira: "Toda vez que vejo Deirdre se apresentando, tenho sempre a impressão de que ela está cantando somente para mim" Somente então a PBS exibiu esse especial com o nome de "Celebrate with The Celtic Tenors" causando um record de audiência de costa a costa nos EUA e na Irlanda.
Matthew "Gilly" Gilsenan, um dos integrantes mais querido do público, é irmão de Deirdre e atuou  em todos os shows junto da irmã durante a estadia dela com o grupo. Essa parceria foi tão importante que uma das faixas de seu primeiro álbum solo, a canção "The Prayer" é um dueto entre ela e Matthew. Gilly como é mais conhecido, entrou para o grupo em 2000 após a saída de Paul Henessey quando o grupo ainda se chamava Three Irish Tenors,logo após essa mudança o grupo passou a se chamar "The Celtic Tenors" por ordem da EMI.
A ordem de mudança de nome foi feita pelo agente Pat Egan, um dos grandes nomes da EMI irlandesa que dentre muitos trabalhos, já foi representante de artistas celtas como The Dubliners,Brian Kennedy,Rebecca Storm, Frances Black(da família Black e irmã de Mary Black) e personalidades locais como o capitão da seleção irlandesa de futebol Robbie Keane e a banda australiana de rock Air Supply.
Outro integrante iria deixar o grupo seis anos mais tarde, Nial Morris daria lugar para Daryl Simpson. Deidre se apresentou com os dois durante a turnê pelos EUA e Canada. O The Celtic Tenors mantém a mesma formação desde então.
O produtor David Munro que dirigiu o grupo durante muitos anos e teve um relacionamento com Deirdre foi quem fez os arranjos e toda a produção do álbum "Deirdre Shannon", o debut de Deirdre. Ela conheceu Munro em 2005 na gravação do álbum "Remember Me" do qual ela tem participação oficial em duas canções,"Angel Of Mercy" e "Still By Your Side".Este mesmo álbum possui uma versão irlandesa de nome "We are not islands" com parte da set-list alterada, porém possui as duas canções de Deirdre da versão oficial.
A entrada de Deirdre no grupo foi uma indicação dos integrantes James Nelson e Niall Morris que ao assistir Deidre num show do "Lord of The Dance" em Boston (EUA) ficaram encantados com Deidre e fizeram o convite em poucos dias. Seu irmão, a princípio achou estranho trabalhar com Deirdre no Celtic Tenors, e Deirdre diz o mesmo sobre esta fase, porem ambos afirmam que durou pouco essas incertezas e em pouco tempo se acostumaram com a situação.
Dentre os fans mais famosos do "The Celtic Tenors" está o ex-presidente americano Bill Clinton, que declarou certa vez, que a versão de Danny Boy do grupo é a melhor que ele já tinha ouvido em toda a história. Bill Clinton fez essa declaração quando o grupo fez uma apresentação no Dublin Castle onde o próprio estava presente, com o objetivo de angariar fundos para um projeto de paz na Irlanda do Norte chamado "Northern Ireland Peace Fund". 
Neste mesmo evento, eles se apresentaram num show particular para o até então Secretário Geral da Organização das Nações Unidas, o senhor Kofi Anan e sua esposa Nanne. O mentor deste show foi o vocalista do grupo de sucesso U2 e ativista Bono Vox que perguntou educadamente se o "The Celtic Tenors" poderia realizar este show, do qual o grupo aceitou com a maior satisfação possível.
Deirdre Shannon deixou o grupo em 2007 e Donna Malone foi sua substituta durante o fechamento da turnê do mesmo ano. Em futuras digressões o "The Celtic Tenors" deixou de ter vocais femininos em seus trabalhos.

## Carreira solo
Deirdre começou trabalhar em seu primeiro álbum solo após deixar Celtic Woman no início de 2006, seu novo trabalho iria se chamar pelo nome singelo de "Deirdre Shannon". O álbum foi muito bem recebido pela critica que a descreveu como uma artista promissora do 2006 de nobre alma irlandesa e de voz magnífica. Seu álbum Debut recebeu alguns prêmios, dentre os mais importantes estão o título "'Album Of The Year Award 2006'" dado pelo famoso programa de rádio "'No Celtic Boundaries'" da atual Highland Radio de Boston (EUA), o programa apresentado por Charles Dewhurst ficou famoso pela difusão da música celta pela escocesa Lochbroom FM 102.2.
No mesmo ano, Deirdre faturou o "Celtic Radio Music Award 2006" pela canção The Prayer na categoria "Roots Traditional" dado pela Celtic Radio que transmite a programação da Highland Radio pela internet 24 horas por dia, esta ultima transmitiu a canção premiada de Deirdre em sua programação mais de 5.000 vezes. De acordo com a Celtic Radio, esta premiação de 2006 obteve o maior número de votos da história da rádio. Deidre Shannon recebeu o seu "Glass Star" (o oscar da Celtic Radio) durante um jantar especial após o Dublin Irish Festival em 4 de Agosto de 2007.
A entrega do prêmio nas mãos de Deirdre foi feita por dois fans americanos (Brian e Jenny Fedei). Este curioso fato foi idealizado pelo próprio Charles Dewhurst que possui uma relação muito intíma com os fans pelo enorme apoio que os mesmo dão a seu programa. A votação foi feita entre 1 de Janeiro de 2007 á 17 de Março de 2007 com um total de 1.755 votos.
O álbum lançado oficialmente em 1 de Outubro de 2006, possui 13 canções do melhor da música celta irlandesa na voz de Deirdre Shannon, indo de clássicos tradicionais como "Danny Boy" e "She Moved Through the Fair", canções do eterno Clannad como "Gathering Mushrooms",uma versão celta de "I Don’t Want to Talk About It" de Rod Stewart, canções-poemas de peso como "Apron of Flowers" de Robert Herrick e a estonteante "AeFond Kiss" de Robert Burns que já foi inspiração para um filme de 2004 ultra-romântico chamado "Just a Kiss" (Apenas um beijo) do diretor britânico Ken Loach ( O mesmo diretor de "Route Irish" e "Sweet Sixteen").
O Álbum ainda conta com uma canção em língua Gaélica chamada "Ardaigh Cuan" sobre a triste vida dos imigrantes e um dueto com seu irmão Matthew Gilsenan na premiada e tradicionalíssima "The Prayer", conhecida do público pelo filme "Quest for Camelot" ( A Lenda de Camelot ). O Single para as rádios ficou com a canção celta "I Know My Love", canção que levou seu debut a ter um nível considerado de vendas na Irlanda e nos EUA, provando que Deirdre Shannon fez uma excelente escolha ao interpretar uma das canções mais famosas da Celtic Music que fez história na voz de Luke Kelly (The Dubliners) e em diversos grupos celtas como "The Chieftains","The Corrs" e "Clancy Brothers". A crítica viu este álbum como um trabalho tradicional de uma cantora promissora que mesmo tendo um currículo grande, se mostra super competente em seu início na carreira solo.
Em 2010 após deixar o elenco do espetáculo Lord of The Dance onde passou boa parte do ano excursionando pela Europa com o grupo de Michael Flatley como solista convidada, Deirdre surpreende seus fans em abril de 2011 e anuncia o lançamento de seu novo trabalho de estúdio, seu 2º álbum chamado "Anamceol", revelando para a critica uma "volta" a sua carreira solo depois de quase quatro anos de trabalhos participativos, Deirdre finaliza seu mais novo trabalho próprio com um álbum incrivelmente belo e impecávelmente inteligente.
Seguiu o line-up de seu primeiro álbum, com uma set-list notoriamente celta com canções memoráveis de grandes artistas irlandeses se apresentando em uma voz angelical que lembra seus tempos de Anúna, como no belo e possível single "Lass of Glenshee" do Altan ,"Down by the Sally Gardens" imortalizada pelo Clannad que além dessa possui "Siobhán Ní Dhuibhir" também da família Brennan na voz de Deirdre, "Song for Ireland" novamente lembrando Luke Kelly, realmente um tesouro do "The Dubliners" que Deirdre acertou em cheio ao dar a graça de sua voz nesse quase hino da Irlanda celta. Temos também a triste "Crucán na bPáiste" escrita pela mago celta Brendan Graham que ficou famosa na voz de Karen Matheson do grupo Capercaille.
Um álbum que promete lucros para 2011 e tem peso, foi considerado superior ao primeiro mas a midia não o recebeu com tanto entusiasmo como o anterior. "Anamceol" soa como uma mistura de "Bothy Band" com "Christy Moore" trazendo velhos traços do excelente coral "Anúna".

## Brasil
Deirdre Shannon surpreendeu os fans brasileiros ao afirmar em seu Facebook que esteve no Brasil em 2009, precisamente nas cidades de Rio de Janeiro e São Paulo, porém não há mais informações sobre sua vinda e estadia, nem se foi a trabalho ou passeio. Deirdre já tinha vindo ao Brasil nos anos 90 quando fez parte do elenco de Lord of The Dance durante a turnê do grupo pela América do Sul. Essa declaração ao Facebook foi postada após ela saber que o Brasil foi posto na turnê do grupo em 2011 com oito shows seguidos na cidade de São Paulo.